# Pityrogramma mckenneyi
Pityrogramma mckenneyi är en kantbräkenväxtart som beskrevs av Warren Herbert Wagner. Pityrogramma mckenneyi ingår i släktet Pityrogramma och familjen Pteridaceae. Inga underarter finns listade.